# Galidzga
El Galidzga (georgià: ღალიძგა) és un riu d'Abkhàzia que neix al Caucas i desaigua al mar Negre al sud de Sukhumi. Al segle xviii marcava la frontera occidental del principat de Samurzakan.